# منطقه میادین
منطقهٔ میادین (به کردی: باژیرا ناویین ، به عربی: منطقة المیادین) یکی از منطقه‌های کشور سوریه است که در استان دیر الزور واقع است.

## جغرافیا
این منطقه ۳٬۹۵۴٫۹۸ کیلومتر مربع مساحت دارد. جمعیت این منطقه در سرشماری سال ۲۰۰۴ میلادی، ۲۴۷٬۱۷۱ نفر اعلام شد.